# Byron Wilson Pereira de Albuquerque
Byron Wilson Pereira de Albuquerque   (Manaus, febrer 1932 - 13 d'octubre de 2003) va ser un botànic brasiler. Es va graduar en el Colégio Estadual do Amazonas, i va obtenir el títol de Mestre em Ciências Biològicas, àrea de concentració en Botànica Tropical, el 1963, a l'Instituto Nacional de Pesquisas da Amazônia.